# Cose di Cosa Nostra (saggio)
Cose di Cosa Nostra è un libro che raccoglie venti interviste fatte tra marzo e giugno 1991 a Giovanni Falcone dalla giornalista francese Marcelle Padovani incentrate sulla mafia siciliana come fenomeno criminale e i tentativi di repressione messi in atto dal magistrato. Le riflessioni di Falcone furono rese dopo aver lasciato Palermo per assumere a Roma un incarico governativo.

## Struttura

### Prologo
Vengono dati alcuni cenni biografici di Giovanni Falcone e si parla delle sue indagini contro Cosa nostra.

### Capitolo I: Violenze
Il capitolo parla delle nuove armi di cui dispone Cosa nostra, come gli AK-47 o i bazooka e non più la lupara. Poi passa al racconto dei metodi di assassinio dei mafiosi e i grandi omicidi dei boss durante la seconda guerra di mafia. Falcone parla anche dei suoi primi anni in magistratura, quando tutti dicevano che "la mafia non esiste".

### Capitolo II: Messaggi e messaggeri
Giovanni Falcone parla del linguaggio e dei segni usati dai mafiosi. Poi passa a parlare del fenomeno del pentitismo. Soffermandosi soprattutto su Tommaso Buscetta.

### Capitolo III: Contiguità
Il giudice procuratore Falcone spiega come la Mafia e la società siciliana siano intrecciate l'un l'altra. Rilevante è una citazione del libro Il Gattopardo di Giuseppe Tomasi di Lampedusa, nel quale il principe di Salina definisce il popolo siciliano stanco e vecchio, vecchissimo.
Inoltre,viene ridefinito il concetto di Cosa Nostra: "Il dialogo Stato/Mafia, con gli alti e bassi tra i due ordinamenti, dimostra chiaramente che Cosa Nostra non è un anti-stato, ma piuttosto un'organizzazione parallela che vuole approfittare delle storture dello sviluppo economico" 
Sempre in questo capitolo emerge la differenza fra un normale magistrato e Falcone. Falcone nacque a Palermo, in Sicilia. Le origini di Falcone sono le stesse di molti altri uomini d'onore. Durante gli interrogatori, egli sa come affrontarli e come farli parlare mettendoli a proprio agio. Fa sì che l'interpretazione di Giovanni Falcone possa arrivare fin dal principio.

### Capitolo IV: Cosa Nostra
Si espone le caratteristiche di questa istituzione. In Sicilia i mafiosi sono forse più di 5000. Questi però sono scelti dopo una durissima e accurata selezione. L'uomo d'onore, o meglio, il candidato a diventare uomo d'onore deve rispettare delle regole, delle leggi ferree. Alcune: essere violenti, valorosi, capaci di tenere in mano una calibro 38 e di usarla.

### Capitolo V: Profitti e perdite
Falcone parla dei commerci di droga tra Cosa Nostra residente in Sicilia e quella in America, specificandosi poi dei problemi che sorgevano tra queste due, che ormai erano diventate separate una dall'altra.

### Capitolo VI: Potere e poteri
L'ultimo capitolo del saggio espone diversi atteggiamenti degli investigatori della mafia che lavoravano con Falcone e anche dei mafiosi. Secondo il giudice, lo Stato aveva le capacità di combattere i criminali mafiosi, ma non ci riusciva in quanto li vedeva più pericolosi. L'arresto e le confessioni di diversi mafiosi però convinse lo Stato a paragonarli a semplici criminali portando Falcone a dire "In Sicilia la mafia colpisce i servitori dello Stato che lo Stato non è riuscito a proteggere".

## Edizioni
- Cose di Cosa Nostra, Collana Saggi italiani, Milano, Rizzoli, 13 novembre 1991, ISBN 978-88-178-4145-0. - Collana SuperSaggi, Milano, BUR, 1993, ISBN 978-88-171-1601-5; Corredato di note e itinerari didattici, Milano, Bompiani per la scuola, 1993, ISBN 978-88-450-4714-5; Con una nuova prefazione di Padovani, BUR, 2012, ISBN 978-88-170-5742-4.